# Natação nos Jogos Pan-Americanos de 1951
A natação nos Jogos Pan-Americanos de 1951 foi realizada entre 26 de fevereiro e 7 de março no Instituto de Investigaciones Técnicas del Ministerio de Obras Públicas, situado junto ao Estádio Monumental de Núñez, em Buenos Aires (Argentina). Foram disputadas 14 provas, 7 masculinas e 7 femininas. 

## Medalhistas
Masculino
| Evento                       | Ouro                                                                     | Ouro    | Prata                                                                           | Prata   | Bronze                                                                     | Bronze  |
| ---------------------------- | ------------------------------------------------------------------------ | ------- | ------------------------------------------------------------------------------- | ------- | -------------------------------------------------------------------------- | ------- |
| 100 metros livre detalhes    | Dick Cleveland USA Estados Unidos                                        | 58.8    | Ronald Gora USA Estados Unidos                                                  | 59.5    | Nicasio Silverio CUB Cuba                                                  | 1:00.1  |
| 400 metros livre detalhes    | Tetsuo Okamoto BRA Brasil                                                | 4:52.4  | Bill Heusner USA Estados Unidos                                                 | 4:54.5  | Tonatiuh Gutiérrez MEX México                                              | 4:57.2  |
| 1500 metros livre detalhes   | Tetsuo Okamoto BRA Brasil                                                | 19:23.3 | Tonatiuh Gutiérrez MEX México                                                   | 19:24.5 | Efrén Fierro MEX México                                                    | 19:57.4 |
| 100 metros costas detalhes   | Allen Stack USA Estados Unidos                                           | 1:08.0  | Pedro Galvao ARG Argentina                                                      | 1:08.3  | Burwell Jones USA Estados Unidos                                           | 1:09.8  |
| 200 metros peito detalhes    | Héctor Domínguez ARG Argentina                                           | 2:43.8  | Willy Otto Jordan BRA Brasil                                                    | 2:47.3  | Bowen Stassforth USA Estados Unidos                                        | 2:47.6  |
| 4x200 metros detalhes        | Ronald Gora Burwell Jones Dick Cleveland Bill Heusner USA Estados Unidos | 9:00.6  | Ricardo Capanema Aram Boghossian João Gonçalves Filho Tetsuo Okamoto BRA Brasil | 9:13.0  | Pedro Galvao Carlos Alberto Bonacich Jorge Vogt César Guardo ARG Argentina | 9:19.5  |
| 3x100 metros medley detalhes | Allen Stack Bowen Stassforth Dick Cleveland USA Estados Unidos           | 3:16.9  | Pedro Galvao Orlando Cossani César Guardo ARG Argentina                         | 3:20.7  | Alberto Isaac Clemente Mejía Luis Spamer MEX México                        | 3:22.5  |

Feminino
| Evento                       | Ouro                                                                       | Ouro   | Prata                                                                    | Prata  | Bronze                                                                         | Bronze |
| ---------------------------- | -------------------------------------------------------------------------- | ------ | ------------------------------------------------------------------------ | ------ | ------------------------------------------------------------------------------ | ------ |
| 100 metros livre detalhes    | Sharon Geary USA Estados Unidos                                            | 1:08:4 | Jacqueline LaVine USA Estados Unidos                                     | 1:09.9 | Ana María Schultz ARG Argentina                                                | 1:10.7 |
| 200 metros livre detalhes    | Ana María Schultz ARG Argentina                                            | 2:32.4 | Betty Brey USA Estados Unidos                                            | 2:33.3 | Eileen Holt ARG Argentina                                                      | 2:36.5 |
| 400 metros livre detalhes    | Ana María Schultz ARG Argentina                                            | 5:26.7 | Carolyn Green USA Estados Unidos                                         | 5:33.1 | Piedade Coutinho BRA Brasil                                                    | 5:33.6 |
| 100 metros costas detalhes   | Maureen O'Brien USA Estados Unidos                                         | 1:18.5 | Sheila Donahue USA Estados Unidos                                        | 1:20.5 | Magda Bruggemann MEX México                                                    | 1:21.4 |
| 200 metros peito detalhes    | Dorotea Turnbull ARG Argentina                                             | 3:08.4 | Beatriz Rohde ARG Argentina                                              | 3:10.3 | Carol Pence USA Estados Unidos                                                 | 3:14.7 |
| 4x100 metros detalhes        | Carolyn Green Sharon Geary Jacqueline LaVine Betty Brey USA Estados Unidos | 4:37.1 | Ana María Schultz Eileen Holt Cristina Kujath Emma Gondona ARG Argentina | 4:48.1 | Talita Rodrigues Idamis Busin Ana Lucia Santa Rita Piedade Coutinho BRA Brasil | 5:03.6 |
| 3x100 metros medley detalhes | Sharon Geary Carol Pence Maureen O'Brien USA Estados Unidos                | 3:49.3 | Ana María Schultz Nélida I. Del Roscio Aurora Otero Rey ARG Argentina    | 3:59.7 | Magda Bruggemann Charlotte Knapp Adriana Hernández MEX México                  | 4:13.2 |

Legenda
| Recorde mundial       | Recorde mundial (World record)               |                       | Recorde africano                      | Recorde africano (African) |                                           | Q | Classificado por posição (Qualified) |
| Recorde do campeonato | Recorde do campeonato (Championship record)  | Recorde da América    | Recorde da América (Americas)         | q                          | Classificado por melhor tempo (Qualified) |   |                                      |
| Melhor marca do ano   | Melhor marca do ano (World leading)          | Recorde asiático      | Recorde asiático (Asian)              | DNS                        | Não largou (Did not start)                |   |                                      |
| Recorde nacional      | Recorde nacional (National record)           | Recorde europeu       | Recorde europeu (European)            | DNF                        | Não terminou (Did not finish)             |   |                                      |
| Recorde pessoal       | Recorde pessoal do atleta (Personal best)    | Recorde da Oceania    | Recorde da Oceania (Oceania)          | DSQ / DQ                   | Desclassificado (Disqualified)            |   |                                      |
| Recorde da temporada  | Recorde da temporada do atleta (Season best) | Recorde sul-americano | Recorde sul-americano (South America) | NM                         | Sem marca (No mark)                       |   |                                      |

## Quadro de medalhas
| Ordem | País               | Medalha de ouro | Medalha de prata | Medalha de bronze |    |
| ----- | ------------------ | --------------- | ---------------- | ----------------- | -- |
| 1     | USA Estados Unidos | 8               | 6                | 3                 | 17 |
| 5     | ARG Argentina      | 4               | 5                | 3                 | 12 |
| 3     | BRA Brasil         | 2               | 2                | 2                 | 6  |
| 4     | MEX México         |                 | 1                | 5                 | 6  |
| 6     | CUB Cuba           |                 |                  | 1                 | 1  |
| TOTAL | TOTAL              | 14              | 14               | 14                | 42 |